# 美林體育館

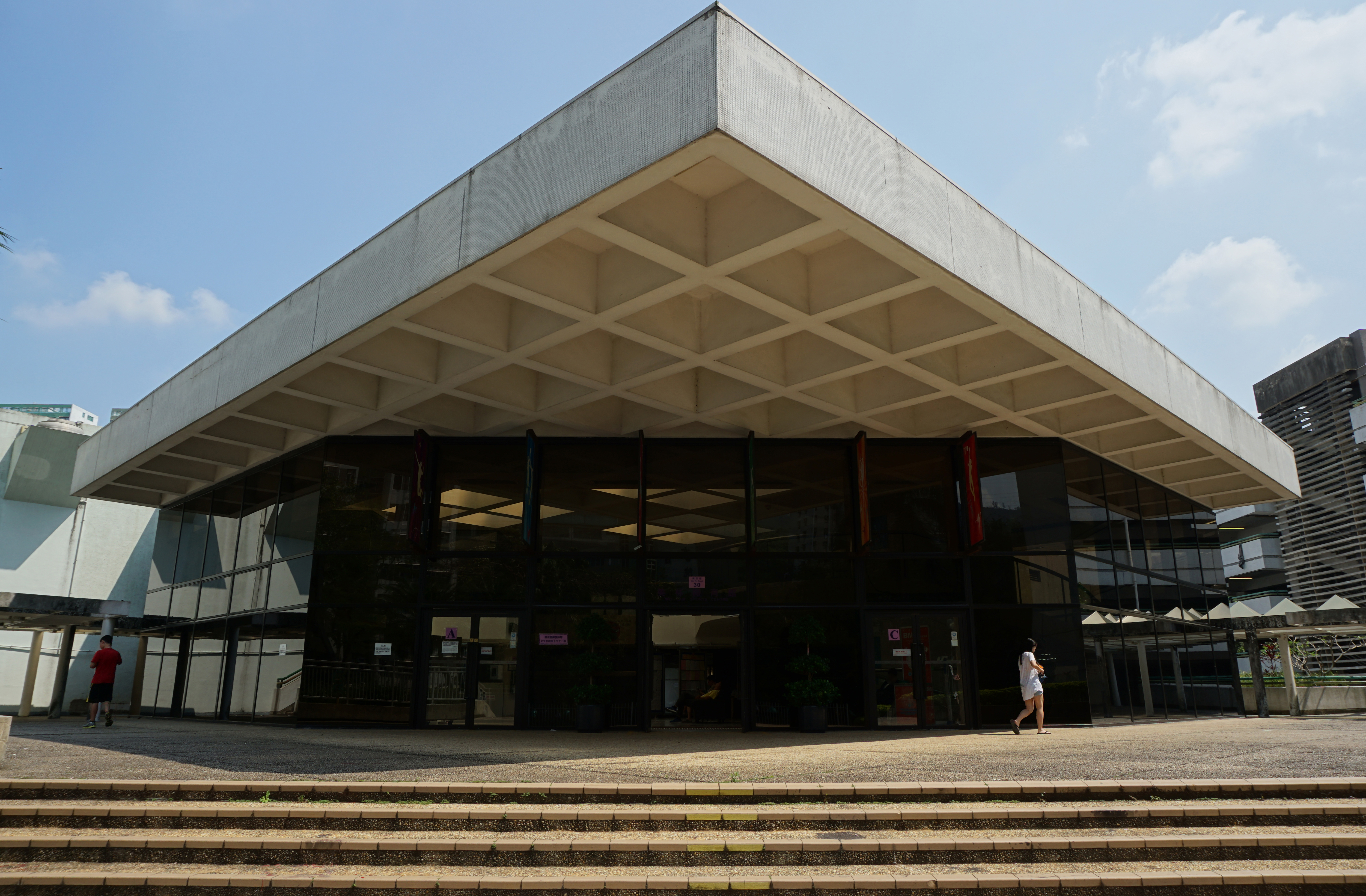
大門外觀

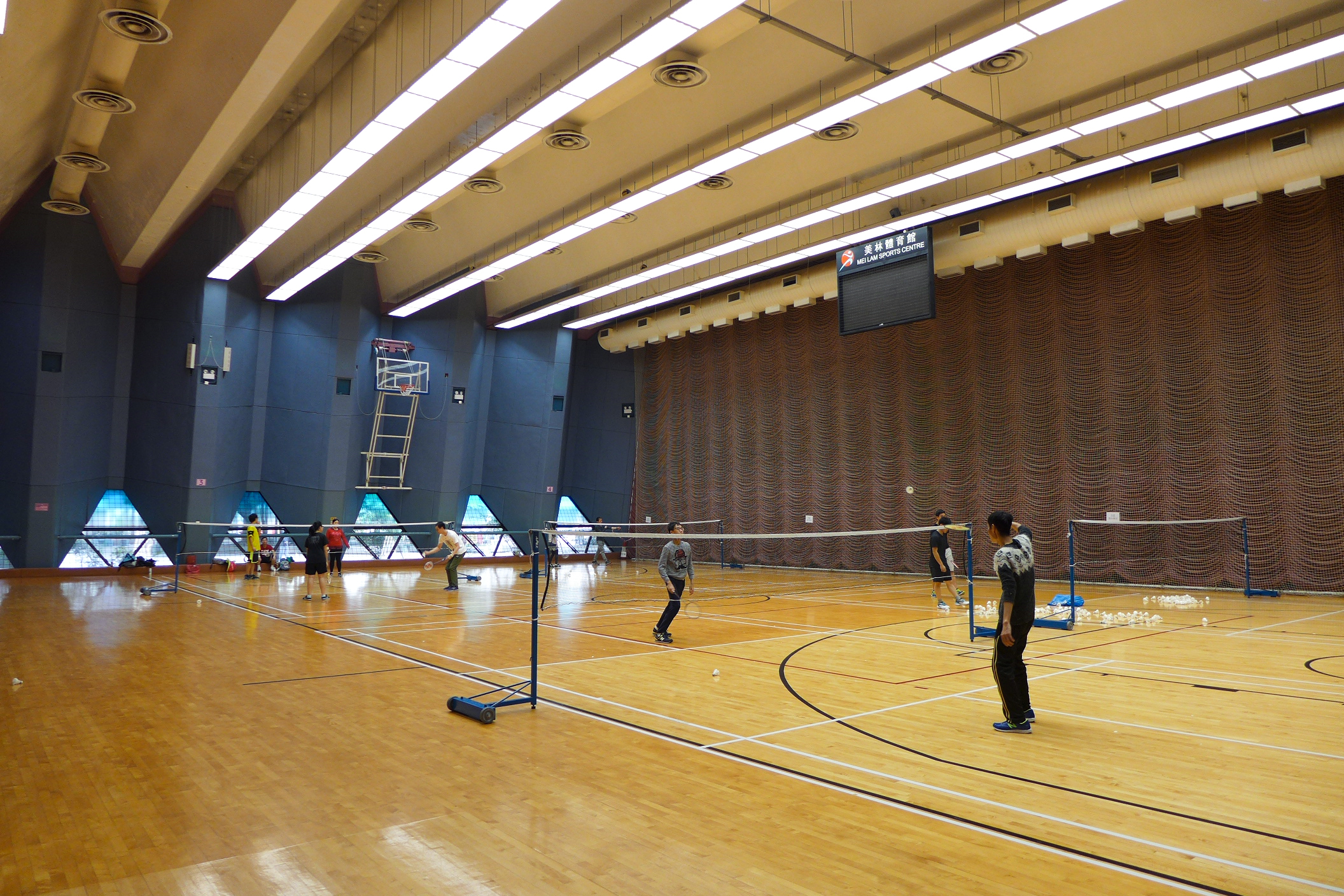
主場

美林體育館（英語：Mei Lam Sports Centre），是香港的一所室内體育館，位於沙田大圍美林邨第三期，行政上屬於沙田區。 
現時由康樂及文化事務署管理，而體育館開放時間為每天上午7時至晚上11時、定期保養日則例外。

## 歷史
美林體育館為美林邨第三期項目，於1986年9月20日啟用。
建築師伍灼宜表示，他們的團隊曾經參觀其他體育館，唯多數是密封式建築，難以為建築內提供天然光，於是團隊們認為可以嘗試採用開放式建築設計。

## 建築設計
體育館外形呈風琴形狀，由房屋署總建築師彭玉陵和周修德、高級建築師江焯勳及建築師伍灼宜聯手設計，並且由德信建築有限公司承建。
伍氏為了讓體育館變得「大眾化」，他讓體育館與美林邨緊密連接，甚至特意將有蓋行人通道穿越體育館，讓行人感覺身處體育館建築內；與同期體育館不同在於，美林體育館採用大量玻璃物料、以及開放式設計，這樣便可以讓外界行人及館內用家互相聯繫，並且吸引屋邨居民使用體育館設施。
因為體育館並非住宅建築，故此房屋署允許建築師在限定預算內自由發揮；不過以美林體育館上蓋為例、其建築預算為每平方米約3,000元（設計時期），故此體育館的建築物料亦需加以考慮。而建築團隊則選用玻璃、水泥、鋼筋、紙皮石等物料，同時將各種物料以「接板式設計」處理，這樣可以加強照明、分散噪音及讓建築外形添上特色之果效，兼具實用與美感於一身。
由於建築團隊為體育館的意念及佈局上花了不少心思，考慮到體育館與屋邨居民之間的聯繫，美林體育館於1987年獲得香港建築師學會年獎銀牌獎。

## 設施
館內設有1個多用途主場（可改為1個籃球場、1個排球場及4個羽毛球場之用途）、2個壁球場、2張乒乓球檯、活動室、面積約122平方米的健身室以及面積約122平方米的多用途活動室（可用作進行舞蹈、瑜伽等健體活動，設有牆鏡、扶槓、音響設備、地墊等配套）。
而洗手間連更衣室、各項無障礙設施等基本設備則經已備有。